# محمد حردي
محمد حردي (16 مارس 1943 في تبسة - 4 ماي 1996 في وادي السمار) كان سياسي جزائري ووزير الداخلية سابق.

## سيرة
إطار سامي سابق في الشركة الوطنية للحديد والصلب (SNS) ووزارة الصناعة، في سن 34 عامًا عين أمينًا عامًا لوزارة الإعلام والثقافة قبل الشروع في مهنة بارعة كاستشاري في الأمم المتحدة قبل تعيينه وزيرًا للداخلية في أعقاب اغتيال الرئيس محمد بوضياف في يوليو 1992. وسيتم اغتياله هو نفسه في 4 مايو 1996 في وادي السمار، الجزائر العاصمة. كل الصحافة الوطنية أشادت بشجاعته ضد قاتليه. احتراماً لشجاعته ومواقفه الوطنية والدولية، أشاد به جمهور كبير في جنازته في 6 مايو 1996 في مقبرة العالية وهم يهتفون الشهيد حردي.
- 1977 - 1981 ، أمين عام وزارة الإعلام والثقافة
- 1981 - 1992. كبير مسؤولي الأمم المتحدة (المحكمة الجنائية الدولية، ومنظمة الأمم المتحدة للتنمية الصناعية، واليونسكو، إلخ)

1992 - 1993 ، وزير الداخلية والجماعات المحلية

## ذكراه
- دفعة المدرسة الوطنية للإدارة لعام 2008 تحمل إسمه.
- مدرسة ثانوية في تبسة تحمل اسمه
- يحمل مكتب باتنة للعبارات اسمه
- يحمل مركز التدريب المهني في عين الصفراء اسمه
- إقامة في الجزائر تحمل اسمه